# Nam Phù
Nam Phù là một xã thuộc thành phố Hà Nội, thủ đô của Việt Nam. Xã được hình thành trên cơ sở sáp nhập các xã Vạn Phúc, một phần các xã Liên Ninh, Đông Mỹ, Ngũ Hiệp, Yên Mỹ, Duyên Hà của huyện Thanh Trì và một phần các xã Duyên Thái, xã Ninh Sở thuộc huyện Thường Tín trong đợt Sáp nhập tỉnh, thành Việt Nam 2025.

## Hành chính
Trước đây khu vực các xã Đông Mỹ, Ngũ Hiệp, Duyên Hà (huyện Thanh Trì) và Ninh Sở (Thường Tín) vốn thuộc Tổng Nam Phù.
Xã Nam Phù được thành lập theo Nghị quyết số 1656/NQ-UBTVQH15 của Ủy ban Thường vụ Quốc hội Việt Nam, ban hành ngày 16 tháng 6 năm 2025. Theo đó, sắp xếp toàn bộ diện tích tự nhiên, quy mô dân số của các xã: Vạn Phúc (huyện Thanh Trì), một phần diện tích tự nhiên, toàn bộ quy mô dân số của xã Đông Mỹ, một phần diện tích tự nhiên cũng như quy mô dân số của xã Liên Ninh và các xã Ngũ Hiệp, Yên Mỹ, Duyên Hà thuộc huyện Thanh Trì cũ, một phần diện tích tự nhiên, quy mô dân số của xã Ninh Sở, xã Duyên Thái thuộc huyện Thường Tín cũ, để thành lập xã Nam Phù.
Sau sắp xếp xã có diện tích tự nhiên 13,74 km2, quy mô dân số 42.772 người. Phía Bắc giáp xã Thanh Trì, phía Tây giáp xã Ngọc Hồi, phía Nam giáp xã Hồng Vân, phía Đông giáp xã Bát Tràng và tỉnh Hưng Yên qua sông Hồng. Trụ sở Phường dự kiến đặt tại thôn Đại Lan, xã Duyên Hà cũ (Đảng ủy) và Thôn 2 xã Đông Mỹ cũ (Ủy ban nhân dân), thuộc huyện Thanh Trì.

## Lịch sử
Xã Đông Mỹ xưa là căn cứ chiếm đóng của tướng Nguyễn Siêu trong thời loạn 12 sứ quân. Vị tướng này đã chiêu dân lập làng và gây dựng lên một căn cứ quân sự mạnh thời Hậu Ngô Vương.
Xã Đông Phù Liệt là tên gọi chính thức cho tới trước Cách mạng tháng 8 năm 1945. Lúc ấy xã Đông Phù Liệt thuộc tổng Nam Phù Liệt, huyện Thanh Trì, tỉnh Hà Đông và là lị sở của huyện Thanh Trì.
Theo thần tích xã và các vị cao niên kể lại thì làng Đông Phù Liệt cổ ở giáp bờ sông Hồng và có chợ Đông Phù Liệt là nơi buôn bán sầm uất một vùng. Khi sông Hồng đổi dòng, làng không còn ở cạnh sông nên dân chúng đã chuyển dần vào vùng gò đống phía trái của làng để làm ăn sinh sống, đó là đất Tây Phù Liệt (nay là các xã Tứ Hiệp, Ngũ Hiệp, Liên Ninh).
Trên địa bàn xã còn có Chùa Hưng Long tức chùa Nhót có lịch sử từ thế kỷ XI thời nhà Lý.Từng được 2 công chúa nhà Lý là Lý Từ Thục và Lý Từ Huy về tu hành.

## Danh nhân
- Nguyễn Siêu: vị tướng có công lập làng Tây Phù Liệt thời 12 sứ quân trị vì.
- Đỗ Mười: nguyên Chủ tịch Hội đồng Bộ trưởng (nay là Thủ tướng Chính phủ) Việt Nam (1988-1991), nguyên Tổng bí thư Đảng Cộng sản Việt Nam (1991-1997).
- Nguyễn Thọ Chân: Ủy viên Dự khuyết Ban Chấp hành Trung ương Đảng Cộng sản Việt Nam khóa III, Đại sứ Việt Nam Dân chủ Cộng hòa tại Liên Xô (1967–1971) và kiêm Đại sứ tại Thụy Điển (1969–1971), cựu Bộ trưởng Bộ Lao động Việt Nam, Trưởng ban Thi đua Trung ương.